# Les Éjectés
Les Éjectés est un groupe de ska français créé en 1988. Il se compose à la base de quatre musiciens, Fred (batterie, tambour), Philippe (Bass), Lolo (trompette) et Steff (chant guitare). Le nom du groupe vient du fait qu'ils se faisaient « éjecter » de partout. Le groupe connaîtra de nombreux changements de musiciens à travers les années mais reste actif.
Le groupe jouera de nombreuses dates avec des artistes tels que Zebda, Rita Marley ou The Specials.
Il fêtera ses 20 ans d'activité en juin 2008 lors d'un concert au profit de SOS Racisme à Limoges.

## Discographie
- 1990 : Glauque City Tej
- 1994 : Ragga Protest Songs
- 1997 : Gangsta Skanka
- 2001 : Live At Home
- 2003 : Citoyen du monde
- 2005 : Nightklubup
- 2007 : L'Enfer et le Paradis
- 2010 : To the Roots
- 2011 : Nus
- 2012 : Dr Rocksteady
- 2015 : Since 88
- 2016 : Informel
- 2018 : Climats
- 2019 : Tej in Dub vol 1
- 2020 : Tej in Dub vol 2
- 2021 : Since 88 vol 2